# Landgoed Tenaxx

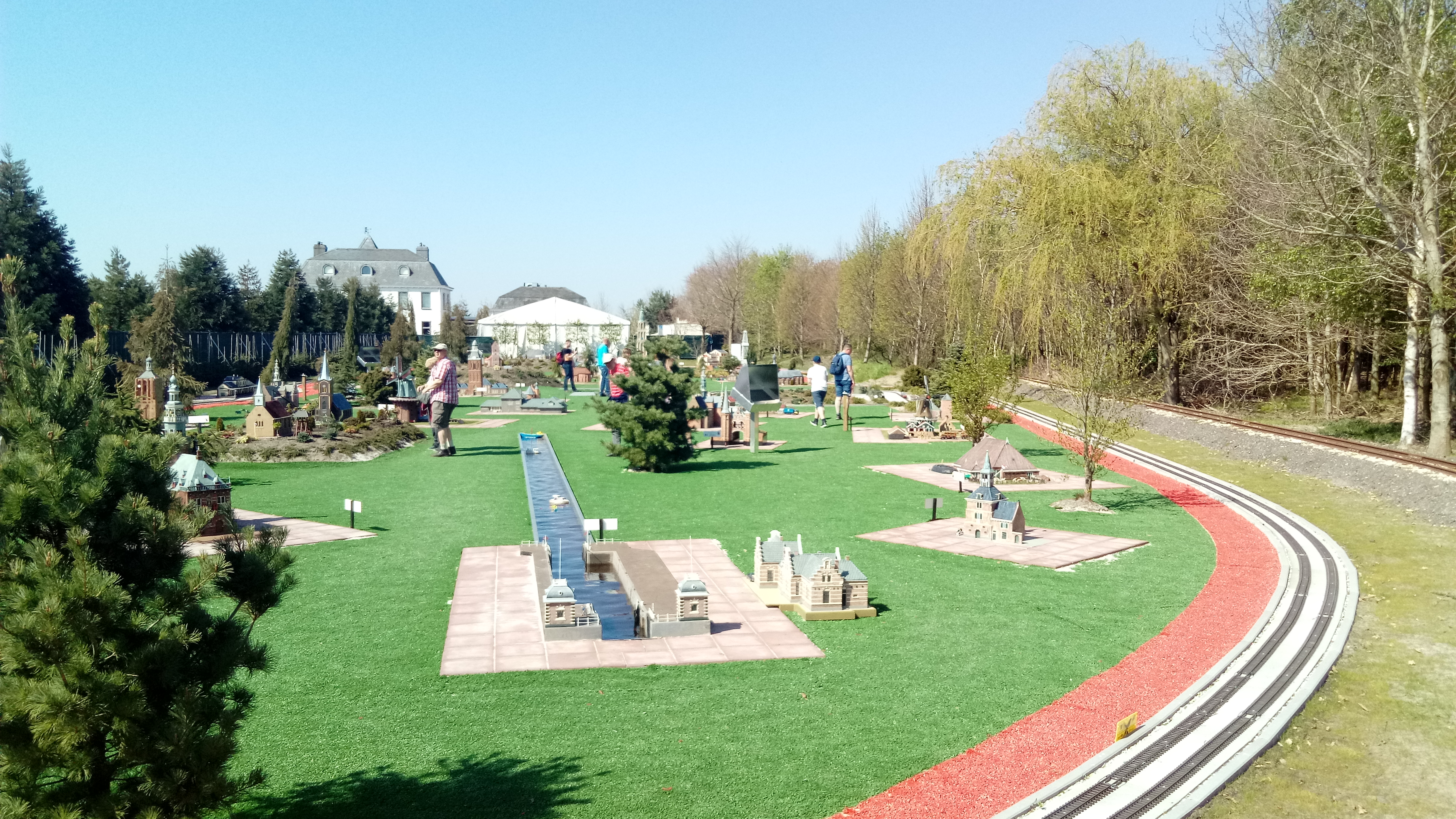
Landgoed Tenaxx gezien vanuit het treintje

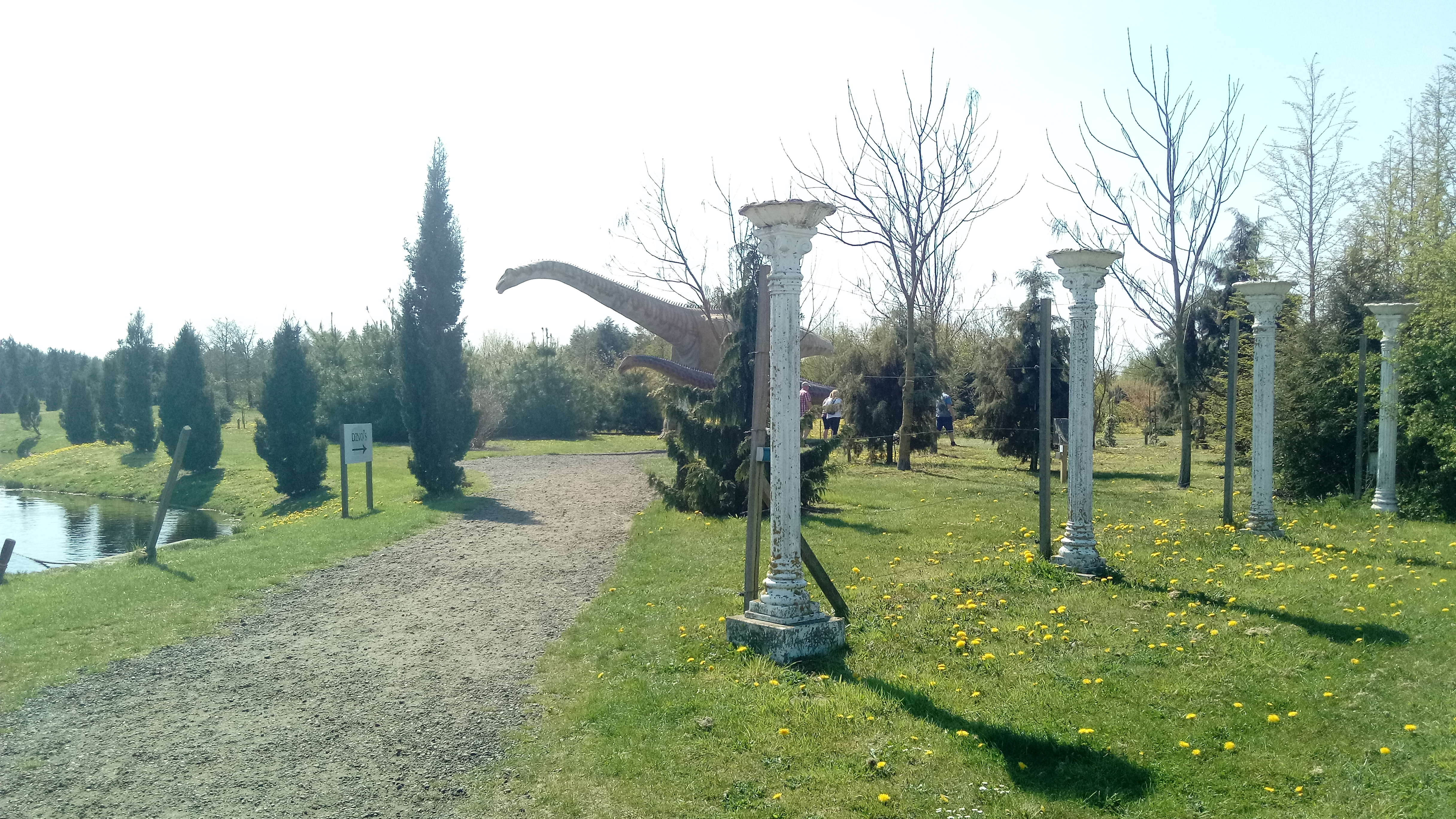
Het Dinopark

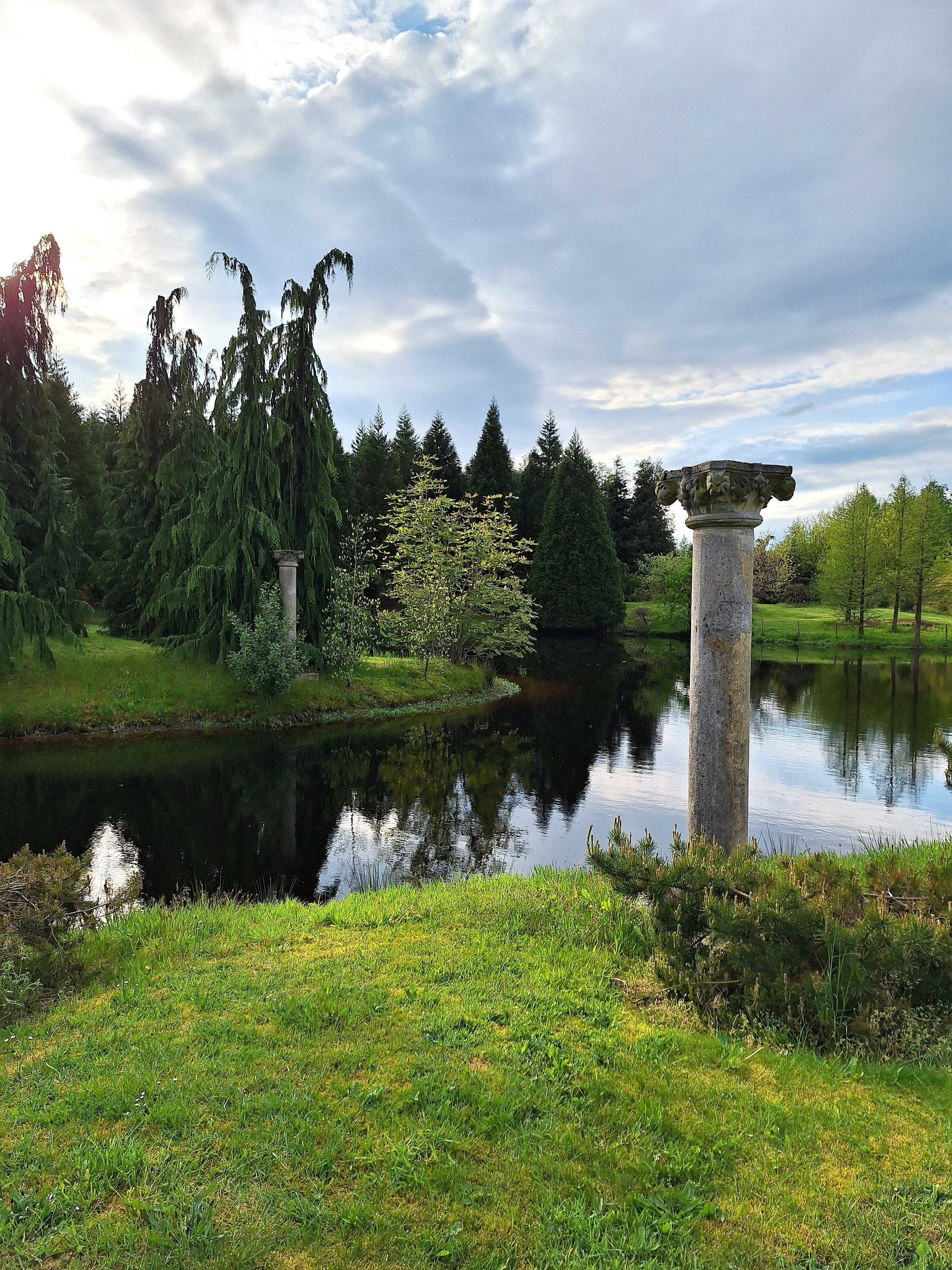
Landgoed Tenaxx

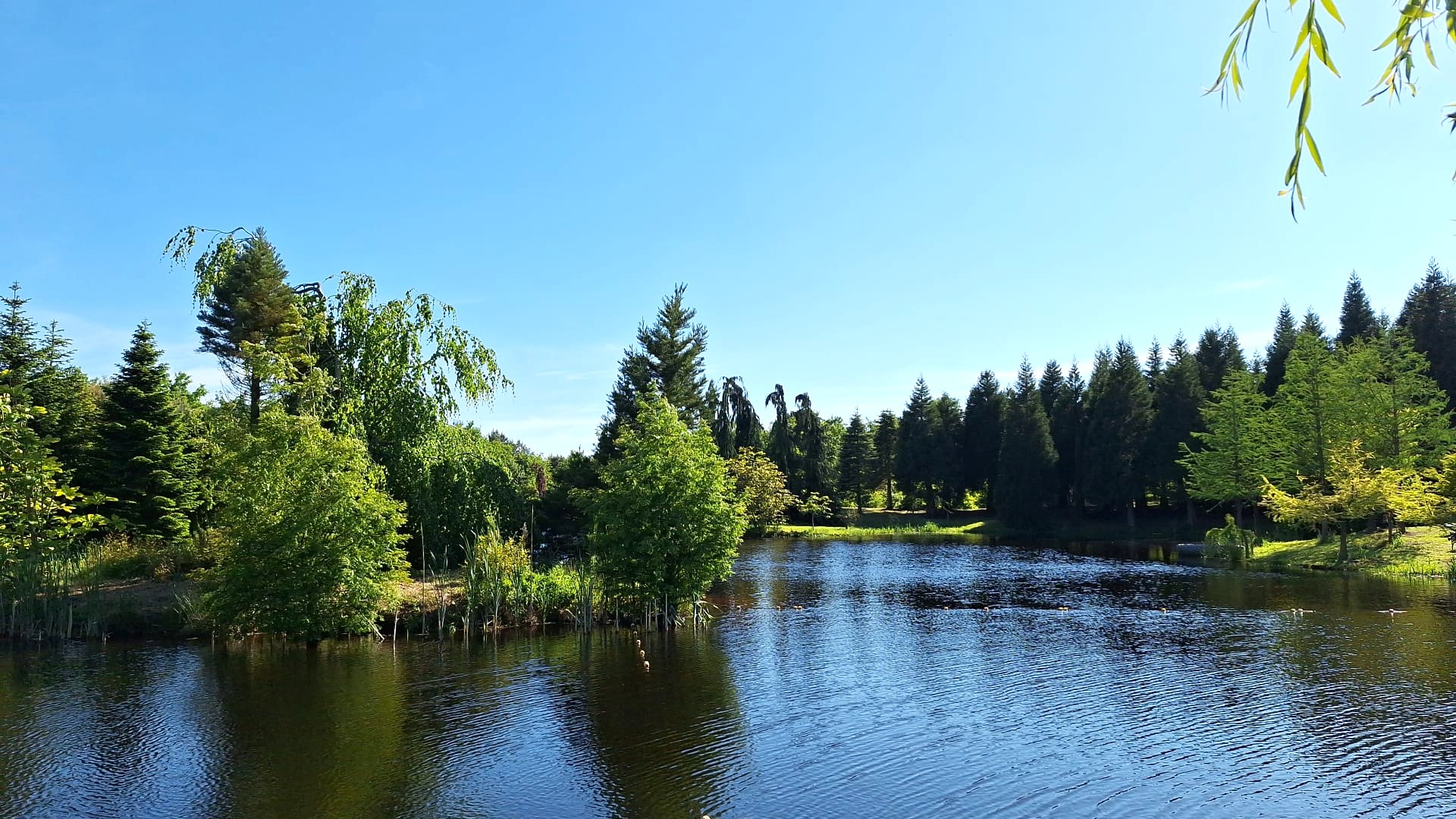
Vijver Landgoed Tenaxx

Landgoed Tenaxx is een landgoed, arboretum en familiepark in het buitengebied van Wedde in de gemeente Westerwolde in Groningen. 
Landgoed Tenaxx heeft een heuvelachtig landschap met bijzondere bomen, vijvers en inlands bos. Tussen de bomen staan levensgrote brullende dinosauriërs. Sommige van de boomsoorten op Landgoed Tenaxx stammen uit het tijdperk van dinosaurussen. Bomen en dinosauriërs zijn in de loop van miljoenen jaren samen geëvolueerd. Zij vormen een fascinerend oerlandschap. 
Landgoed Tenaxx verenigt natuur, schoonheid, educatie, recreatie en vermaak.

## Attracties
- Dinopark
- Museum Het Dinosaurium
- Arboretum
- Erkende zwemvijver met strandje en bootjes
- Boogschieten
- Speeltuin, dinostormbaan en dieseltrein
- Miniatuurpark Het grootse noorden
- Horeca en terras

## Ontstaan
In 2004 stichtten Wouter en Heleen Oudemans een landgoed met arboretum (bomenverzameling) op een aardappelveld van 30 hectare in Wedde. Er werd een heuvelachtig landschap aangelegd met vijvers en inlands bos. In het arboretum werden van nature voorkomende bomen uit alle delen van de wereld geplant. Bij deze oorspronkelijke bomensoorten werden later treurvormen geplant. Inmiddels beschikt Landgoed Tenaxx over de grootste collectie treurbomen ter wereld.
Zo ontstond het arboretum de 'De Hangende Tuinen van Landgoed Tenaxx'. 
Om de aanschaf en het beheer van het arboretum te bekostigen werd naar een bron van inkomsten gezocht. In 2016 werd in samenwerking met de vesting Bourtange het Dinopark geopend. Er kwamen 20 levensgrote Dino's uit China. Hiermee begon de ontwikkeling van het landgoed als familiepark. In 2019 werd Landgoed Tenaxx uitgebreid met Miniatuurpark ‘Het Grootse Noorden’ een verzameling miniaturen van monumentale gebouwen uit de provincies Groningen, Friesland en Drenthe die voorheen in Appelascha stonden. Het miniatuurpark werd geopend door Hans Wiegel.  Er kwam een survivalrun voor kinderen, een speeltuin, een boogschietbaan, een nostalgische rupsbaan, een dieseltrein waarmee de bezoekers door het landgoed kunnen rijden, en in 2025 werd het strandje uitgebreid.

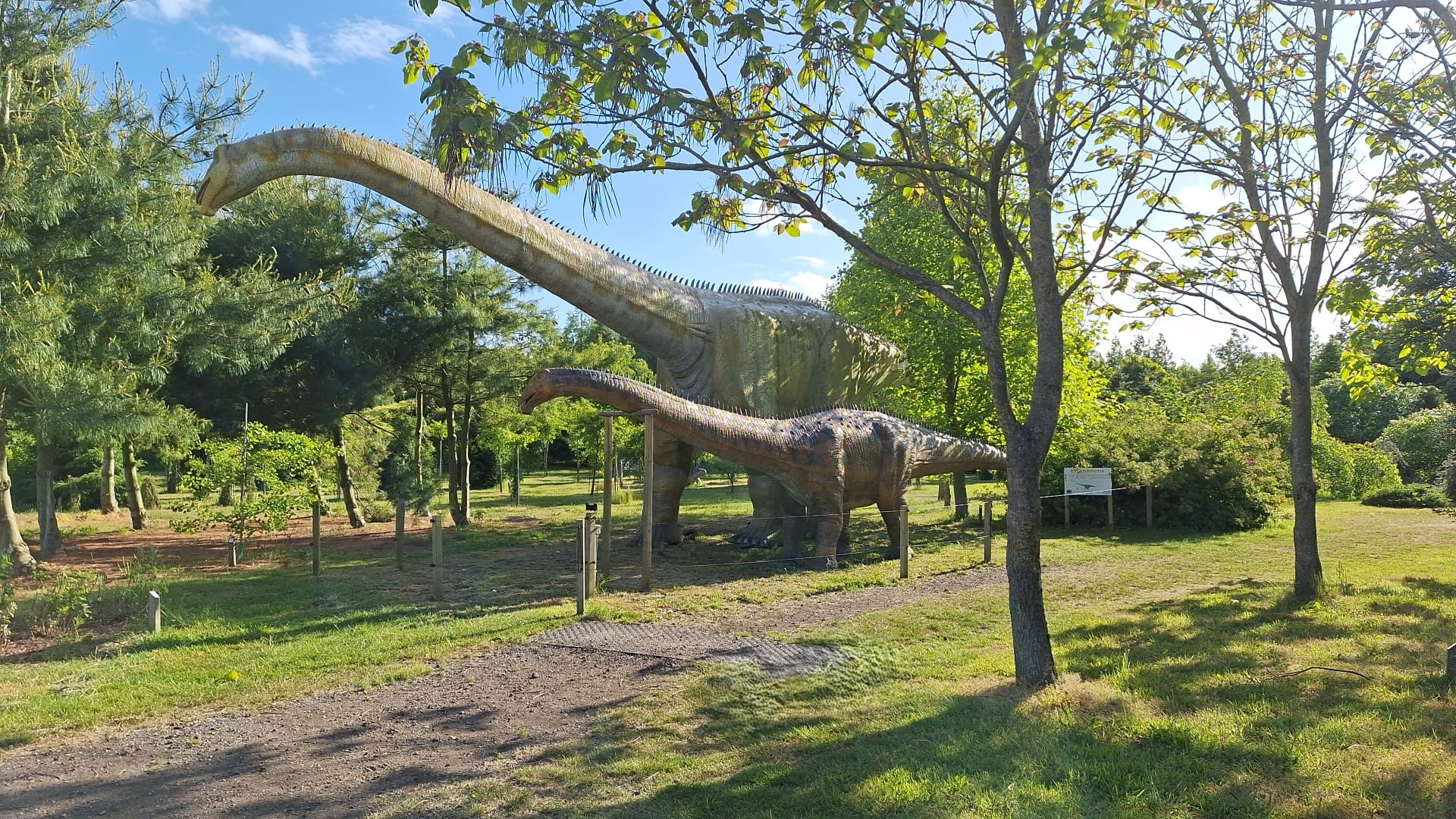
Diplodocus Landgoed Tenaxx

## Dinopark
Sommige van de boomsoorten op Landgoed Tenaxx stammen uit het tijdperk van de dinosauriërs. De dinosauriërs leefden tijdens het het Trias, Jura en Krijt, van ongeveer 230 tot 66 miljoen jaar geleden. Bomen en dinosauriërs zijn in de loop van miljoenen jaren samen geëvolueerd. De dinoroute loopt door het arboretum en het inlandse bos. Daar brullen de dino's als je ze nadert. De informormatieborden vertellen de bezoekers over de kenmerkende eigenschappen en leefwijze van de dino's, en de kinderen kunnen een dinopaspoort verkrijgen door vragen over dino's te beantwoorden.

#### Museum het Dinosaurium
In  2021 werd het Dinosaurium geopend. Het Dinosaurium presenteert fossielen, afdrukken, modellen en afbeeldingen van (dino)sauriërs. Het doel is om bezoekers, met name ook kinderen, op een interactieve en speelse, maar wetenschappelijk correcte wijze te informeren over de evolutie, de betekenis van de dinosauriërs en de co-evolutie van de dinosauriërs met hun omgeving, met name met planten en bomen in het Mesozoïcum. De unieke bomenverzameling van het arboretum van Landgoed Tenaxx speelt daarin een rol.

#### Ranger
Op het Rangeplein organiseert de Ranger dagelijks activiteiten en workshops voor kinderen. De kinderen maken daar unieke souvenirs zoals dinogeurkaarsen, dinohangers en fossielen, zij zoeken naar schatten in water en zand.

## Boogschieten
In een apart stuk bos bevindt zich een boogschiettraject met 30 verschillende 3D doelen verspreid tussen bomen, struiken en kronkelende paden.

## Erkende zwemvijver met bootjes en strandje
Landgoed Tenaxx heeft een erkende zwemvijver, met roeibootjes en sups. Aan het strandje zijn ligstoelen, een schaduwtent en horeca bij mooi weer. 

## Inlands bos
In het inlandse bos zijn wandelpaden aangelegd.
[1] ICOM-definitie van een museum (Nederlandse vertaling, 2006). 